# Ecliptica (Sonata Arctica)
Ecliptica is het eerste studioalbum van de Finse powermetalband Sonata Arctica. Op dit album speelde Zanger Tony Kakko bovendien keyboard. Later kwam Mikko Härkin bij de groep.

## Nummers
1. Blank File – 4:05
2. My Land – 4:36
3. 8th Commandment – 3:41
4. Replica – 4:55
5. Kingdom for a Heart – 3:51
6. FullMoon – 5:06
7. Letter to Dana – 6:00
8. UnOpened – 3:42
9. Picturing The Past – 3:36
10. Destruction Preventer – 7:40
11. Mary-Lou – 4:30 (Japanse Bonustrack)